# Anders Gustaf Dalman

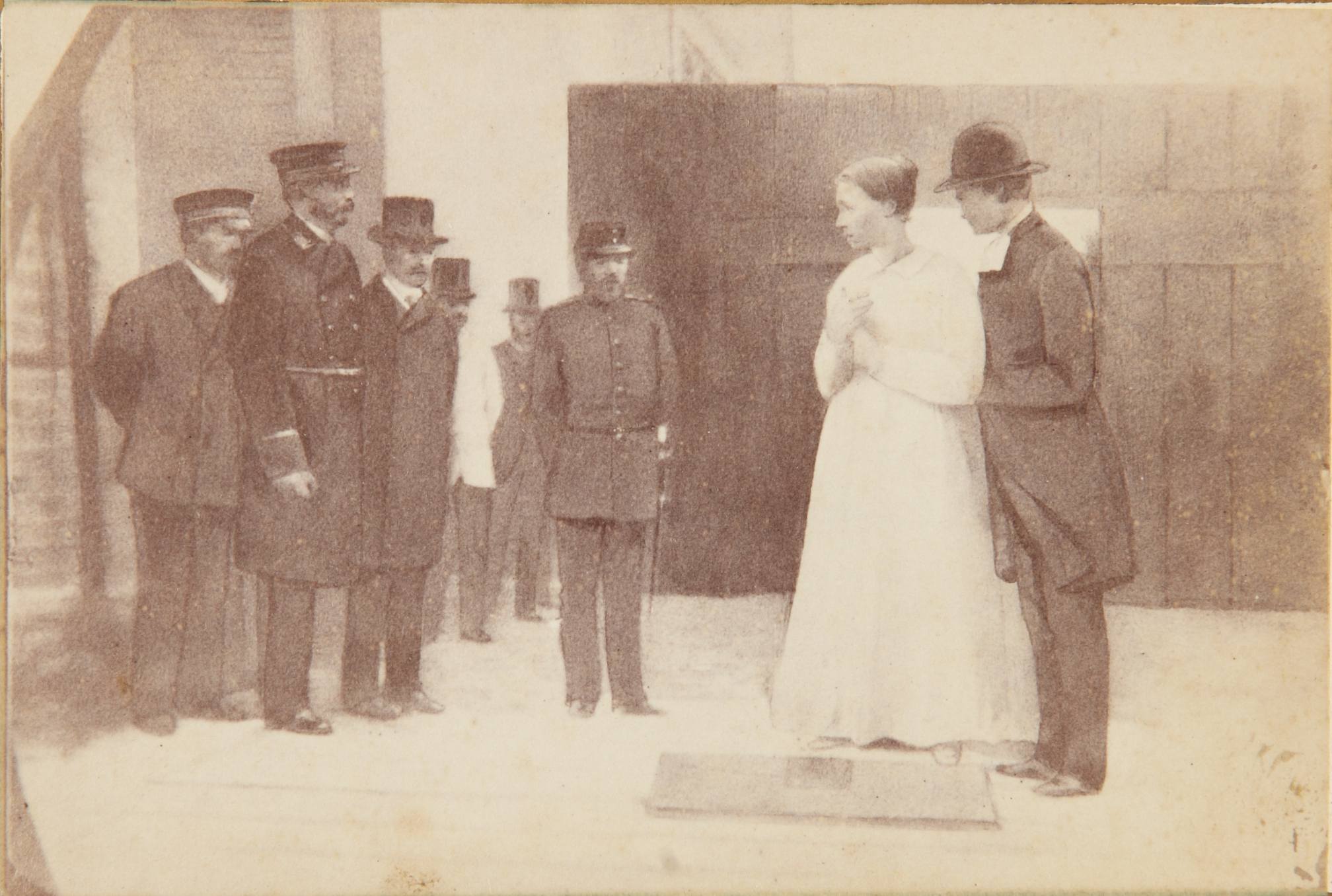
Anna Månsdotter strax före sin avrättning. Skarprättare Dalman är mannen längst till vänster. Han gömmer bödelsyxan bakom ryggen.

Anders Gustaf Dalman (även Dahlman), född 17 februari 1848 i Östanmossa i Norbergs socken i Västmanland, död 30 juli 1920 i Stockholm, var Sveriges riksskarprättare och sista bödel.

## Biografi
Dalman var son till Per Erik Norman och Greta Gustava Söderberg. Efter att ha varit stamanställd korpral vid Västmanlands regemente blev han i konkurrens med 16 andra sökande utsedd till Stockholms läns skarprättare 5 augusti 1885. Under åren 1885-1891 antogs Dalman som skarprättare i ytterligare sex län. År 1901 utsågs han till riksskarprättare för hela Sverige. Bödelsyrket var emellertid inte Dalmans huvudsakliga yrke utan utgjorde en bisyssla. Till vardags var han vicevärd och förestod flera fastigheter i Stockholm. År 1883 var årslönen för en skarprättare 300 kr, vilket fortfarande var fallet för Dalman år 1909.
Dalman flyttade till Stockholm redan 1884 och bodde först på Stora Bastugatan 5, flyttade 1886 till Tulegatan 9, därefter till Sankt Eriksgatan 22 (sedan omnumrerat till 44). Han gifte sig 1869 med Emma Sofia Westlander och fick med henne tio barn varav fyra uppnådde vuxen ålder, men två dog unga. Äktenskapet varade i 40 år till hustruns död 1909. Dalman bodde på Sankt Eriksgatan tills han 1918 flyttade till sin son på Lilla Essingen. Efter att ha blivit påkörd av en spårvagn återfick Dalman aldrig hälsan och dog sent i juli 1920. Han begravdes på Norra begravningsplatsen.

## Delinkventer
Under sina 25 år som skarprättare avrättade Dalman sex delinkventer. Fem avrättades med handbila och den sista med giljotin.
- Dalmans första avrättning var den av Anna Månsdotter, även känd som Yngsjömörderskan, den 7 augusti 1890 på Kristianstads länsfängelse.
- Därefter dröjde det tre år innan nästa avrättning kunde utföras av Dalman. Då avrättades Per Johan Pettersson, den så kallade Alftamördaren. Avrättningen skedde på Gävle länsfängelse den 17 mars 1893.
- Den tredje avrättningen Dalman utförde var den 5 juli 1900, då Theodor Sallrot, även kallad Johannishusmördaren, avrättades på fängelsegården i Karlskrona.
- Den fjärde avrättningen skedde den 23 augusti 1900 klockan 06.45 på Malmö länsfängelse, då den så kallade Löderupsmördaren Lars Nilsson avrättades.
- Den femte avrättningen och den sista med handbila fick Dalman utföra på Västerås länsfängelse den 10 december 1900, på Mälarmördaren eller som han också kallades Svarte Filip, John Filip Nordlund.
- Den sista avrättningen Dalman utförde, skedde onsdagen den 23 november 1910 på Långholmens centralfängelse. Detta var den sista avrättningen i Sverige och den enda med giljotin. Den som avrättades var Johan Alfred Andersson-Ander.